# Projeto Huemul

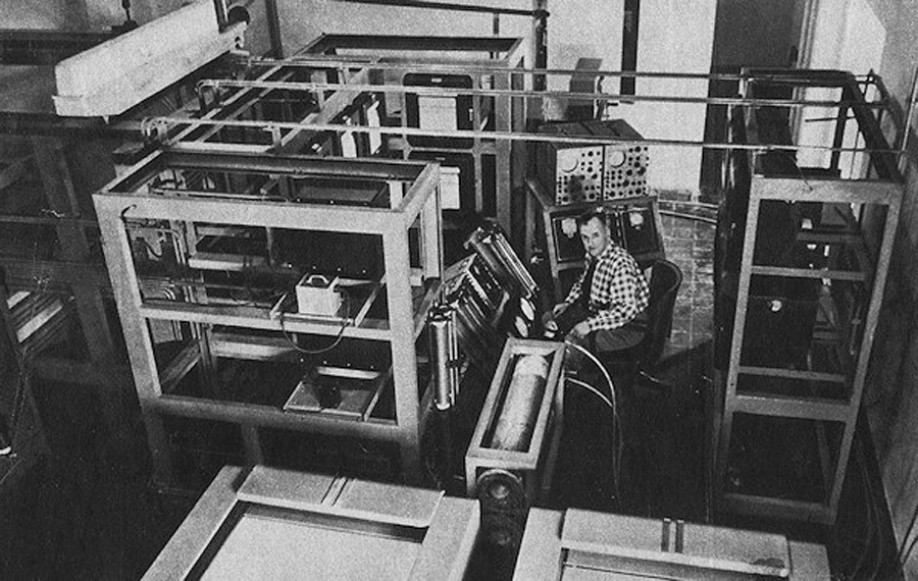
Ronald Richter trabalhando durante o Projeto Huemul.

O Projeto Huemul (em castelhano:  Proyecto Huemul) foi um esforço da Argentina no início da década de 1950 para desenvolver um dispositivo de energia de fusão conhecido como Thermotron. O conceito foi inventado pelo cientista austríaco Ronald Richter, que clamava ter um projeto que poderia produzir potência efetivamente ilimitada.
Richter apresentou a ideia ao Presidente da Argentina Juan Domingo Perón em 1948 e logo recebeu financiamento para construir um local experimental na ilha Huemul, nos arredores da cidade de Bariloche, na Patagônia, perto ds Andes. A construção começou no final de 1949 e, em 1951 o local foi concluído e foram realizados testes. Em 16 de fevereiro de 1951 Richter mediu altas temperaturas que sugeriam que a fusão havia sido alcançada. Em 24 de março, um dia antes de uma importante reunião internacional dos líderes das Américas, Perón anunciou publicamente que Richter havia sido bem-sucedido, acrescentando que, no futuro, a energia seria vendida em embalagens do tamanho de uma garrafa de leite e talvez de forma gratuita.
Um interesse mundial se seguiu, juntamente com um ceticismo significativo por parte de outros físicos. Pouca informação estava por vir; nenhum artigo foi publicado sobre o assunto e, no ano seguinte, vários repórteres visitaram o local, mas tiveram acesso negado aos prédios. Depois de aumentar a pressão sobre o assunto, Perón organizou uma equipe para investigar as reivindicações e retornar relatórios individuais, todos negativos. Uma revisão desses relatórios foi igualmente negativa e o projeto foi encerrado em 1952. Nessa época, as notícias haviam sido usadas por grupos de todo o mundo para iniciar seus próprios projetos de pesquisa de fusão.
Perón foi derrubado em 1955 e, depois, Richter foi preso por fraude. Ele parece ter passado períodos no exterior, incluindo algum tempo na Líbia. Eventualmente, ele retornou à Argentina, onde morreu em 1991.